# Stopplaats Slangenburg-IJzevoorde
Stopplaats Slangenburg-IJzevoorde is een voormalige halte aan de spoorlijn Doetinchem - Hengelo. De stopplaats was ook wel bekend als Grintweg Deutichem-Varsseveld en werd geopend op 15 juli 1885. De sluiting vond plaats op 1 juli 1923.

## Wachterswoning
Bij de stopplaats stond in vroeger tijden een wachterswoning (in gebruik als stationsaccommodatie). Het werd gebouwd in het openingsjaar 1885 en gesloopt in 1970.